# Naturschutzgebiet Hengelsbach

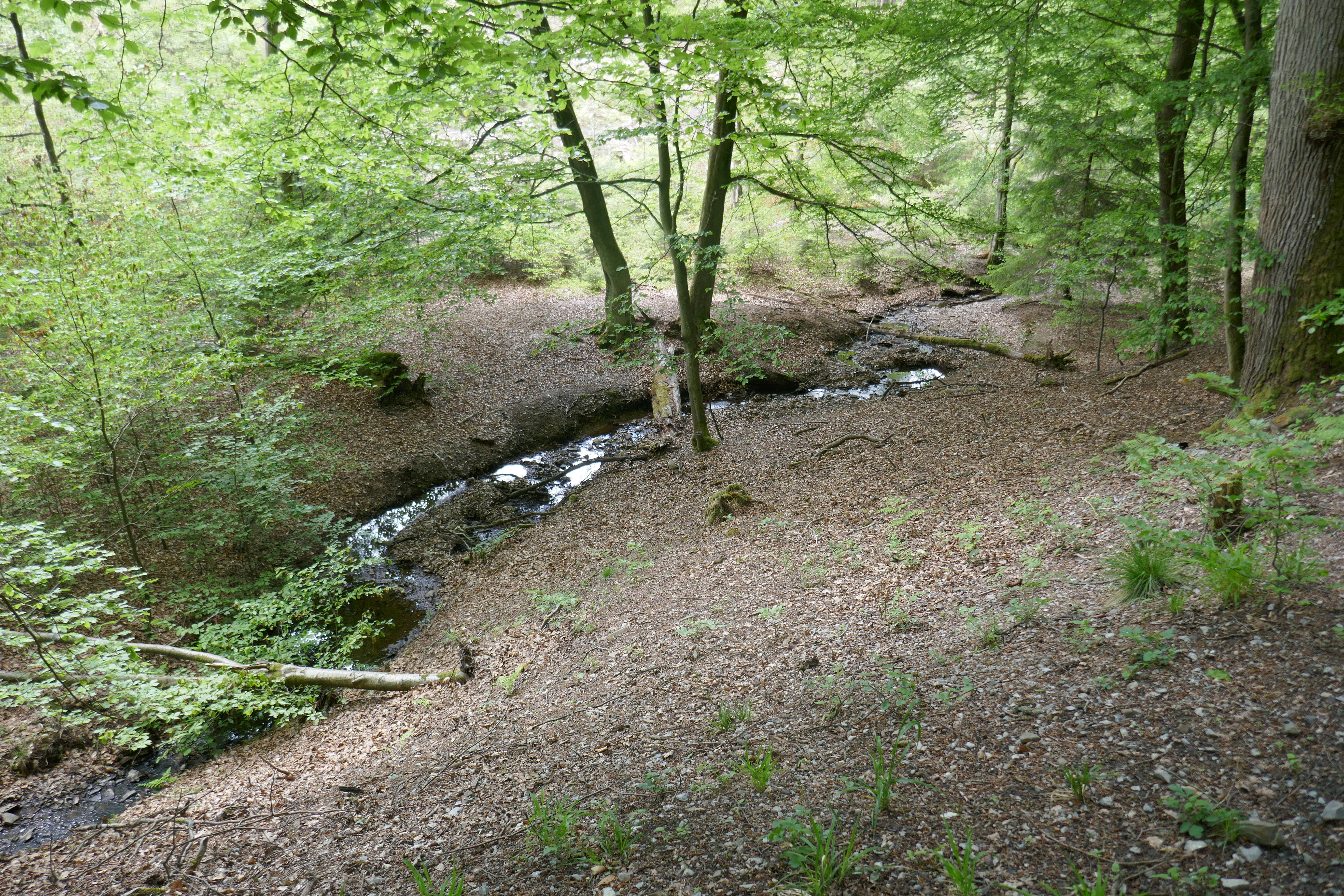
Der Hengelsbach im Naturschutzgebiet Hengelsbach

Das Naturschutzgebiet Hengelsbach ist ein 2,12 ha großes Naturschutzgebiet (NSG) südöstlich von Rüthen im Kreis Soest in Nordrhein-Westfalen. Das Gebiet wurde 1942, 1957 und 1966 von der Bezirksregierung Arnsberg per Verordnung als NSG ausgewiesen. Im Osten grenzt das NSG direkt an die Kreisgrenze. Auf dem Gebiet der Stadt Brilon im Hochsauerlandkreis schließt sich direkt das Naturschutzgebiet Eselsbruch/Harlebachsystem an.

## Gebietsbeschreibung
Bei dem NSG handelt es sich um oberen Bachlauf des Hengelsbaches. Der Bachlauf befindet sich in einem mäßig steilen Kerbtal, welches sich von West nach Ost erstreckt. Am Bach gibt es einen Auenwaldrest. Am südlichen Rand befindet sich ein schmaler, niedrigwüchsiger Röhrichtbestand auf quelligem Untergrund.